# Magos, Espadas y Rosas: XXXV Aniversario Tour
Es la vigesimoprimera gira que realiza la banda de heavy metal argentino Rata Blanca. Se realiza para festejar los 35 años del segundo álbum, titulado Magos, espadas y rosas. Comenzó el 1 de marzo de 2025. Iniciaron con un concierto en Ecuador, previsto en realidad para el 11 de febrero de 2024, pero luego había sido reprogramado por la toma de un canal de televisión de ese país, provocando a la vez graves incidentes, con fecha pactada para el mismísimo 1 de marzo de 2025. Es la segunda gira que realizan con Juan Pablo Massanisso y Alan Fritzler. Siguieron con un sideshow en el Teatro Flores, a beneficio de los inundados en Bahía Blanca del 7 de marzo de 2025. Luego, la banda continuó con dos shows en Bolivia, para luego tocar en Uruguay y volver a la Argentina para tocar en Córdoba y Rosario, donde además, le rindieron un homenaje a Motörhead, interpretando su tema Ace of Spades. Luego, la banda regresó al Quilmes Rock tras 17 años sin tocar en ese festival, en donde participaron junto a otros artistas nacionales e internacionales. Actualmente esta gira se encuentra en proceso, hasta la salida de su nuevo disco de estudio.

## Gira

### 2025
Comienzan un nuevo año tocando el 1 de marzo en el Complejo Mushuc Runa de Tisaleo. En realidad, el concierto estaba previsto para el 11 de febrero de 2024, en lo que iba a ser el inicio de su gira pasada, pero a causa de la toma de un canal de televisión local y el toque de queda por cuestiones políticas, el concierto tuvo que ser suspendido. Esta es la segunda gira que la banda realiza con Juan Pablo Massanisso en el bajo y Alan Fritzler en la batería, tras las salidas de Pablo Motyczak y Fernando Scarcella. El concierto se desarrolló en el Festival de Rock 2025 junto a bandas locales e internacionales. El 18 de marzo, la banda regresó a la Argentina para tocar en el Teatro de Flores, donde lo hicieron luego de 9 años. El último concierto en ese teatro tuvo lugar el 9 de diciembre de 2016, cuando la banda presentó su último disco titulado Tormenta eléctrica (2015). Se desarrolló a total beneficio de los inundados de Bahía Blanca del día 7 de marzo de 2025. Cabe destacar que este concierto se caracteriza por ser un sideshow que fue la antesala a su participación en el Quilmes Rock del 12 de abril, en lo que fue el regreso del festival tras tres años. El último concierto benéfico tuvo lugar el 6 de julio de 2006 en Parque Chacabuco, al cual se sumó también el del 23 de septiembre de ese mismo año, cuando tocaron a beneficio de los obreros de FaSinPat, ambos en el marco de la gira de presentación de su álbum La llave de la puerta secreta (2005). En cambio, el último concierto en territorio argentino tuvo lugar el 12 de mayo de 2024 en La Plata, en el marco de su gira anterior, con sede en el Teatro Sala Ópera. Los días 21 y 22 de marzo, y después de seis años, la banda regresó a Bolivia para dar dos conciertos en Santa Cruz de la Sierra y Cochabamba. Las sedes elegidas para el regreso de la banda a ese país fueron Sonilum Plaza y el Estadio Félix Capriles. El último concierto en el segundo escenario mencionado tuvo lugar el 8 de septiembre de 2017, en el marco de la presentación del disco mencionado más arriba. Por otro lado, el último show en Santa Cruz de la Sierra se desarrolló el 10 de mayo de 2019 en su decimoctava gira. El 29 de marzo, la banda regresó a Uruguay para tocar en el Montevideo Music Box, donde ya han tocado en varias ocasiones. En el concierto, la banda repitió el setlist del recital en el Teatro, pero dejó afuera su canción El último ataque. El concierto se iba a realizar el 12 de abril, pero por cuestiones de logística, tuvo que sufrir un brusco cambio de fecha.
El 4 de abril, la banda regresó a la Argentina para tocar en Quality Espacio, y al día posterior hicieron lo suyo en el Teatro Broadway de Rosario, siendo estos, por ahora, los últimos conciertos en Argentina. En esos dos conciertos, la banda le rindió homenaje a la legendaria banda de heavy metal británica Motörhead. Allí interpretaron la canción Ace of Spades, del álbum que le da título a la misma y es lanzado el 27 de octubre de 1980. La voz en esta canción estuvo a cargo del bajista de la banda, Juan Pablo Massanisso, quien al término de la misma, resultó muy ovacionado. El 12 de abril, la banda dio el último concierto en Argentina, en el marco del regreso del Quilmes Rock tras tres años. Tocaron en una sede inédita, distinta a las que la banda visitó durante los últimos años. Tuvo su sede en Tecnópolis, en donde además participaron artistas como La Beriso, El Kuelgue, La Chancha Muda, A.N.I.M.A.L. y otros artistas del ámbito nacional e internacional. La última vez que la banda participó en ese festival tuvo su realización el 30 de marzo de 2008, en un concierto que tuvo lugar en el estadio de River. El nuevo concierto en este mítico festival marcó el regreso de la banda tras 17 años sin participar. En la anterior participación de la banda en el festival, la formación fue la siguiente: Walter Giardino (guitarra), Adrián Barilari (voz), Guillermo Sánchez (bajo), Fernando Scarcella (batería) y Hugo Bistolfi (teclados). El concierto se realizó en el marco de la despedida de su álbum La llave de la puerta secreta (2005). Entre el 30 de abril y el 11 de mayo, la banda regresó a España para dar 9 shows, todos ellos a lleno total y con entradas agotadas. Las ciudades elegidas fueron Santiago de Compostela, Sevilla, Bilbao, Madrid, Barcelona, Mallorca, Valencia, Alicante y Málaga. Las sedes escogidas para este reencuentro fueron la Sala Capitol (30 de abril), la Sala Pandora (1 de mayo), la Sala Santana 27 (2 de mayo), la Sala La Riviera (3 de mayo), la Sala Razzmatazz (4 de mayo), la Sala Es Gremi (8 de mayo), la Sala Madison (9 de mayo), la Sala The One (10 de mayo) y la Sala París 15 (11 de mayo). El concierto de apertura de esta gira se vio casi opacado por un accidente sufrido por su guitarrista. A falta de algunos minutos para su inicio, una caída estrepitosa hizo que su guitarrista sufriera una lesión en su pierna izquierda, a tal punto de que corrió serio peligro de ser suspendido y que su gira sufra retrasos. Mas a pesar de ese accidente, Walter Giardino les dio tranquilidad a sus fans de que esa gira no iba a suspenderse. Sumado al accidente de Walter Giardino, el concierto de apertura de esta gira estuvo marcado por un tropezón técnico en el micrófono de Adrián Barilari, al notar que el sonido se escuchaba muy bajo. Pero eso no impidió que sus fans disfrutaran de la velada de regreso a tierras españolas. Durante toda su gira, el guitarrista tocó sentado en una silla alta debido a la lesión antes mencionada. En el concierto del 4 de mayo, la banda volvió a interpretar otra vez el tema Ace of Spades, nuevamente con el micrófono al mando de Juan Pablo Massanisso, igual que en los respectivos conciertos del 4 y 5 de abril en Córdoba y Rosario. Durante toda esa gira, Walter Giardino les habló a sus fans de la lesión que le propinó la caída, a tal punto de que casi se echó a llorar. Pero a la vez les agradeció por el cariño y el apoyo de tantos años, y dejó la puerta abierta a su regreso. En esas ciudades mencionadas más arriba, la banda no tocaba desde hace 8, 16, 18, 19 y 22 años. En esas épocas, y con distintas formaciones, la banda presentó los álbumes El camino del fuego (2002), La llave de la puerta secreta (2005), El reino olvidado (2008) y Tormenta eléctrica (2015). No tocaban en esas ciudades mencionadas desde 2003 (27 de septiembre, 8 y 11 de octubre), 2006 (4 y 11 de marzo), 2007 (27 de octubre), 2009 (4 de julio) y 2017 (29 de noviembre y 1 de diciembre). En el concierto del 4 de mayo, además, el líder de la banda hizo una mención especial a una gran cantidad de bandas locales, tales como Saratoga, Lujuria y otros más, a las cuales les demostró su total apoyo, además de disparar muy duro contra los medios de comunicación durante el concierto del 10 de mayo. El concierto del 9 de mayo en Valencia corrió serio peligro de ser suspendido por dos motivos: Por un lado, por la cantidad de nieve caída en esa ciudad, y por el otro, a causa de un inconveniente sufrido con la dueña de una aerolínea que los dejó varados en la ciudad de la que la banda venía de desarrollar su séptimo recital. Por ese motivo, Walter Giardino se aferró al micrófono y se mostró visiblemente enojado por lo sucedido. Además, hizo una clara referencia a lo ocurrido entre el 29 de octubre y el 14 de noviembre de 2024 con las feroces inundaciones de la DANA de 2024 en España, en las cuales se registraron más de 200 muertes y severos daños materiales. El concierto del 11 de mayo tuvo a la banda andaluza Estrella Negra como acto de apertura, los cuales fueron muy aplaudidos por el público local a la espera del plato fuerte de la noche. El grupo local se encontraba presentando su tercer álbum titulado La profecía (2024). Al instante, Rata Blanca sale de golpe al escenario y desborda el lugar con todo su poder arrollador. En cuanto a la lesión de Walter Giardino mencionada más arriba, un caso similar ocurrió en el año 1995, los días 30 de junio y 1 de julio de ese mismo año, durante las dos presentaciones de La Renga en el estadio Obras, brindadas durante la grabación del primer álbum en vivo, Bailando en una pata. Su bajista, Tete Iglesias, sufrió un accidente de moto, con lo cual tuvo que ser enyesado y tocó durante los dos conciertos sentado en un amplificador. Todas estas fechas del reencuentro de Rata Blanca con su público español se realizaron de manera exitosa, y ante un país totalmente revolucionado por su regreso. Luego, la banda hizo un parate en los shows.
Los días 25, 26 y 28 de julio, tras dos meses de receso y con su guitarrista ya recuperado de su accidente, la banda regresó nuevamente a Perú para tocar en el Parque de la Exposición, el Palacio Metropolitano y el Club Trujillo. La tríada de conciertos en Perú dio inicio formalmente a la gira de los 35 años del segundo álbum de la banda, titulado Magos, espadas y rosas, que fue lanzado el 24 de abril de 1990. El concierto del 25 de julio fue dedicado a la memoria de Ozzy Osbourne, fallecido tres días antes por causas no esclarecidas. Se desarrolló bajo el festival Rock X Siempre 2025. El concierto previsto para el 27 de julio en Ica fue suspendido por razones varias. Los tres conciertos en territorio incaico marcaron el regreso de la banda a escena tras los 9 shows brindados en España entre el 30 de abril y el 11 de mayo de 2025.
Los días 1, 2, 6, 7 y 8 de agosto, la banda regresó a Colombia para dar 5 nuevos shows. Las ciudades elegidas fueron Armenia, Bucaramanga, Cali, Bogotá e Ibagué. La primera ciudad se convierte en una ciudad nueva para la banda. Las sedes de estos 5 shows fueron el Centro de Convenciones, Cenfer, el Arena UCG, el Royal Center y la Cantina La 111. El concierto del 7 de agosto corrió peligro de ser suspendido a raíz del retraso de un vuelo que transportaba a la banda, debido al mal clima que azotó Bogotá. Pero eso no ocurrió y el recital se desarrolló con total normalidad. Los días 14 y 16 de agosto, la banda regresó nuevamente a Chile para volver a tocar en el Espacio Marina y en el Teatro Caupolicán. Esta fue la segunda vez que la banda realizó el aniversario de Magos, espadas y rosas en territorio trasandino. Ya lo habían hecho en 2011, más precisamente los días 19, 20, 21 y 23 de agosto de ese año, cuando realizaron la gira por los 20 años de ese disco. En ese entonces, la banda aún tenía en sus filas a Guillermo Sánchez en el bajo y Fernando Scarcella en la batería, dos integrantes históricos de los últimos años.

## Conciertos
| Fecha                    | Ciudad                  | País           | Recinto                            |
| ------------------------ | ----------------------- | -------------- | ---------------------------------- |
| América del Sur          |                         |                |                                    |
| 1 de marzo de 2025       | Tisaleo                 | Ecuador        | Complejo Mushuc Runa               |
| 18 de marzo de 2025      | Flores                  | Argentina      | El Teatro                          |
| 21 de marzo de 2025      | Santa Cruz de la Sierra | Bolivia        | Sonilum Plaza                      |
| 22 de marzo de 2025      | Cochabamba              | Bolivia        | Estadio Félix Capriles             |
| 29 de marzo de 2025      | Montevideo              | Uruguay        | Montevideo Music Box               |
| 4 de abril de 2025       | Córdoba                 | Argentina      | Quality Espacio                    |
| 5 de abril de 2025       | Rosario                 | Argentina      | Teatro Broadway                    |
| 12 de abril de 2025      | Villa Martelli          | Argentina      | Tecnópolis                         |
| Europa                   |                         |                |                                    |
| 30 de abril de 2025      | Santiago de Compostela  | España         | Sala Capitol                       |
| 1 de mayo de 2025        | Sevilla                 | España         | Sala Pandora                       |
| 2 de mayo de 2025        | Bilbao                  | España         | Sala Santana 27                    |
| 3 de mayo de 2025        | Madrid                  | España         | Sala La Riviera                    |
| 4 de mayo de 2025        | Barcelona               | España         | Sala Razzmatazz                    |
| 8 de mayo de 2025        | Mallorca                | España         | Sala Es Gremi                      |
| 9 de mayo de 2025        | Valencia                | España         | Sala Madison                       |
| 10 de mayo de 2025       | Alicante                | España         | Sala The One                       |
| 11 de mayo de 2025       | Málaga                  | España         | Sala París 15                      |
| América del Sur          |                         |                |                                    |
| 25 de julio de 2025      | Lima                    | Perú           | Parque de la Exposición            |
| 26 de julio de 2025      | Arequipa                | Perú           | Palacio de las Bellas Artes        |
| 28 de julio de 2025      | Trujillo                | Perú           | Club Trujillo                      |
| 1 de agosto de 2025      | Armenia                 | Colombia       | Centro de Convenciones del Quindío |
| 2 de agosto de 2025      | Bucaramanga             | Colombia       | CENFER                             |
| 6 de agosto de 2025      | Cali                    | Colombia       | Arena USC                          |
| 7 de agosto de 2025      | Bogotá                  | Colombia       | Royal Center                       |
| 8 de agosto de 2025      | Ibagué                  | Colombia       | Cantina La 111                     |
| 14 de agosto de 2025     | Concepción              | Chile          | Espacio Marina                     |
| 16 de agosto de 2025     | Santiago de Chile       | Chile          | Teatro Caupolicán                  |
| América del Norte        |                         |                |                                    |
| 11 de septiembre de 2025 | Dallas                  | Estados Unidos | Balones Night Club                 |
| 12 de septiembre de 2025 | Houston                 | Estados Unidos | Club Aragon                        |
| 13 de septiembre de 2025 | Miami                   | Estados Unidos | La Scala Brickell                  |
| 14 de septiembre de 2025 | Orlando                 | Estados Unidos | Club Fénix                         |
| 18 de septiembre de 2025 | Charlotte               | Estados Unidos | World Nightclub                    |
| 19 de septiembre de 2025 | Raleigh                 | Estados Unidos | Enigma Nightclub                   |
| 20 de septiembre de 2025 | Virginia                | Estados Unidos | El Ranchón                         |
| 21 de septiembre de 2025 | Nueva York              | Estados Unidos | Dramma Nightclub                   |
| 25 de septiembre de 2025 | Chicago                 | Estados Unidos | V Live                             |
| 26 de septiembre de 2025 | San Francisco           | Estados Unidos | Roccapulco                         |
| 27 de septiembre de 2025 | Los Ángeles             | Estados Unidos | Giggles Nightclub                  |
| 3 de octubre de 2025     | Tijuana                 | México         | Black Box                          |
| 5 de octubre de 2025     | Monterrey               | México         | Café Iguana                        |
| 9 de octubre de 2025     | San Luis Potosí         | México         | Cineteca Alameda                   |
| 10 de octubre de 2025    | Querétaro               | México         | Club Latino                        |
| 11 de octubre de 2025    | Irapuato                | México         | Crea Centro Cultural               |
| 12 de octubre de 2025    | Guadalajara             | México         | C4 Concert House                   |
| 15 de octubre de 2025    | León                    | México         | Red Mosquito                       |
| 16 de octubre de 2025    | Morelia                 | México         | Teatro Morelos                     |
| 17 de octubre de 2025    | Ciudad de México        | México         | Circo Volador                      |
| América del Sur          |                         |                |                                    |
| 23 de octubre de 2025    | Guayaquil               | Ecuador        | Santa Ana Garden                   |
| 24 de octubre de 2025    | Cuenca                  | Ecuador        | Coliseo Jefferson Pérez Quezada    |
| 25 de octubre de 2025    | Quito                   | Ecuador        | Plaza de Toros                     |
| América Central          |                         |                |                                    |
| 30 de octubre de 2025    | Ciudad de Guatemala     | Guatemala      | Parque de la Industria             |
| 31 de octubre de 2025    | Tegucigalpa             | Honduras       | Cerro Juana Láinez                 |
| 1 de noviembre de 2025   | Santa Tecla             | El Salvador    | Gimnasio Adolfo Pineda             |
| 2 de noviembre de 2025   | San José                | Costa Rica     | Peppers Club                       |
| América del Sur          |                         |                |                                    |
| 15 de noviembre de 2025  | Junín                   | Argentina      | Cine Teatro San Carlos             |
| 19 de noviembre de 2025  | Buenos Aires            | Argentina      | Movistar Arena                     |
| 22 de noviembre de 2025  | Cipolletti              | Argentina      | Salón Círculo Italiano             |
| 27 de noviembre de 2025  | San Luis                | Argentina      | Comuna Club                        |
| 28 de noviembre de 2025  | Río Cuarto              | Argentina      | Predio West                        |
| 29 de noviembre de 2025  | San Francisco           | Argentina      | Club Bomberos Voluntarios          |
| 30 de noviembre de 2025  | Santa Fe                | Argentina      | Tribus Bar y Arte                  |
| Europa                   |                         |                |                                    |
| 14 de mayo de 2026       | Zaragoza                | España         | Sala Oasis                         |
| 15 de mayo de 2026       | Bilbao                  | España         | Sala Santana 27                    |
| 16 de mayo de 2026       | Pamplona                | España         | Sala Zentral                       |
| 17 de mayo de 2026       | Burgos                  | España         | Andén 56                           |
| 21 de mayo de 2026       | Mallorca                | España         | Sala Es Gremi                      |
| 22 de mayo de 2026       | Valencia                | España         | Sala Madison                       |
| 23 de mayo de 2026       | Murcia                  | España         | Sala Mamba                         |
| 24 de mayo de 2026       | Málaga                  | España         | Sala París 15                      |
| 29 de mayo de 2026       | Alicante                | España         | Sala The One                       |
| 30 de mayo de 2026       | Barcelona               | España         | Sala Razzmatazz                    |
| 31 de mayo de 2026       | Madrid                  | España         | Sala La Riviera                    |

## Conciertos suspendidos y/o reprogramados
| Fecha               | Ciudad, País | Lugar      | Motivo                                                                                |
| ------------------- | ------------ | ---------- | ------------------------------------------------------------------------------------- |
| 27 de julio de 2025 | Ica, Perú    | Reset Club | El concierto fue suspendido por razones ajenas a la banda. Posiblemente reprogramado. |

## Países visitados y por visitar
- Argentina
- Bolivia
- Chile
- Colombia
- Costa Rica
- Ecuador
- El Salvador
- España
- Estados Unidos
- Guatemala
- Honduras
- México
- Perú
- Uruguay

## Estado de la gira
El tour inició su marcha en el Complejo Mushuc Runa. Próximo concierto: 11 de septiembre en el Balones Night Club.

## Teloneros
- Estrella Negra (11 de mayo)

## Formación durante la gira
- Adrián Barilari - Voz
- Walter Giardino - Guitarra
- Danilo Moschen - Teclados
- Juan Pablo Massanisso - Bajo
- Alan Fritzler - Batería